# 渋江譲二
渋江 譲二（しぶえ じょうじ、1983年〈昭和58年〉3月15日 - ）は、日本の俳優。
長野県諏訪市出身。ジャパン・ミュージックエンターテインメント（イー・コンセプト）に所属していたが、2021年3月31日付で退所。現在はG-STAR.PRO所属。既婚。

## 来歴
実家は精密機械の会社を経営。長野県岡谷工業高等学校電気科、日本工学院八王子専門学校放送芸術科卒業。
高校卒業後、裏方を目指してテレビ関係の専門学校に進学するが、俳優に興味を持ち事務所に履歴書を送ったのがデビューのきっかけ。2003年（平成15年）から2004年、テレビドラマ『美少女戦士セーラームーン』に、地場衛 / タキシード仮面役で出演。
2005年、テレビドラマ『仮面ライダー響鬼』に、イブキ / 仮面ライダー威吹鬼役で出演。東映特撮作品に2年連続レギュラー出演した。
2007年、テレビドラマ『砂時計』に出演し、主人公・杏を一途に想う幼なじみの青年、月島藤役で出演。同年、TBS系ドラマ『愛のうた!』（過去を持つ寡黙な青年・木村晃役）にも出演。
2008年6月1日、オフィスパレットから、同事務所の業務提携企業であるキャンディットへ移籍。
2009年、テレビドラマ『仮面ライダーディケイド』に、イブキ / 仮面ライダー威吹鬼役で出演。設定では『響鬼』のイブキとは別人である。同年7月、1979年に放映されたテレビドラマ『俺たちは天使だ!』の正式続編作品『俺たちは天使だ! NO ANGEL NO LUCK』で主演を務めた。
2011年11月1日、ジャパン・ミュージックエンターテインメントに移籍。
2021年4月1日、ツイッターにてジャパン・ミュージックエンターテインメントとのマネジメント契約期間満了を発表した。
2023年6月8日、結婚を報告。

## 人物
- 趣味は邦画・バラエティ番組、雑貨、シティポップ。特技はテニス、ダーツ。
- 自らのブログでは開設当時から仕事の内容にはほとんど触れず、自身の撮影した面白写真を掲載、後に始めたTwitterやnoteにおいても同様のスタイルを続けている。

## 出演

### テレビドラマ
- 美少女戦士セーラームーン（2003年10月4日 - 2004年9月25日、CBC・TBS） - 地場衛 / タキシード仮面 / エンディミオン 役
- 仮面ライダーシリーズ（テレビ朝日） 
  - 仮面ライダー響鬼（2005年1月30日 - 2006年1月22日） - イブキ 役[5]
  - 仮面ライダーディケイド 第18話・第19話（2009年5月24日・31日） - イブキ 役[5]
- 夜王〜YAOH〜 第11話（2006年3月24日、TBS） - クラブ「ゴージャス」のホスト 役
- 逃亡者 おりん 第6話（2006年12月1日、テレビ東京） - 新八 役
- 愛の劇場（TBS）
  - 砂時計（2007年3月12日 - 6月1日） - 月島藤（大人時代） 役
  - 愛のうた!（2007年10月29日 - 12月28日） - 木村晃 役
- セクシーボイスアンドロボ 第2話（2007年4月17日、日本テレビ） - 林一海の新しい彼 役
- ホタルノヒカリ（2007年7月11日 - 9月12日、日本テレビ） - 田所潤平 役
- 貧乏男子 ボンビーメン（2008年1月15日 - 3月11日、日本テレビ） - 砂川貴之 役
- 秘書のカガミ 第10話（2008年6月14日、テレビ東京） - 星野理 役
- 月曜ゴールデン（TBS）
  - 津和野殺人事件（2008年9月29日） - 朱鷺友義 役
  - 山村美紗サスペンス 狩矢警部シリーズ 千利休・謎の殺人事件（2011年7月4日） - 坂井利樹 役
- 愛讐のロメラ（2008年9月29日 - 12月26日、フジテレビ） - 加賀見（小暮）悟 役
- おちゃべり 第17話（2009年3月24日、MBS・TBS） - 香坂順一 役
- LOVE GAME 第8話（2009年6月11日、日本テレビ） - ホスト・波多野隆二 役
- 俺たちは天使だ! NO ANGEL NO LUCK（2009年7月1日 - 12月23日、テレビ東京） - 主演・CAP（キャップ）乾京介 役
- 土曜時代劇・桂ちづる診察日録 第7話「酔楽の恋」（2010年10月16日、NHK総合） - 庄三 役
- 土曜ワイド劇場（テレビ朝日）
  - 人類学者・岬久美子の殺人鑑定シリーズ - 守屋直樹 役
    - 1・砂浜をさまよう白骨死体!?（2010年9月4日）
    - 2・死者を蘇らせるワインの謎!?（2011年8月6日）
    - 3・後頭部に触れれば犯人はわかる!?（2013年3月2日）
    - 4・ミニスカートの美人妻は2度死ぬ!!（2013年9月21日）
    - 5・転落死したら骨折が治った!?（2014年11月8日）
    - 6・骨の叫びを聞く女！（2016年6月11日）
    - 7・夫と消えたアモーレはどこ（2017年6月25日）
    - 8・岬久美子が殺人現場に遭遇！（2019年6月27日）

  - 西村京太郎トラベルミステリー
    - 54・伊豆の海に消えた女（2010年10月2日） - 酒井修 役
    - 58・山形新幹線・つばさ129号の女!（2012年11月3日） - 木下直也 役
    - 63・長野新幹線〜飯山線 湯けむり殺人ルート!（2015年1月10日） - 伊東進太郎 役

  - おとり捜査官・北見志穂17・右手を挙げた美女連続殺人・最強の知能犯蟻食いと対決!（2013年6月8日） - 安達刑事 役
- 金曜プレステージ（フジテレビ）
  - 山村美紗サスペンス 京都・源氏物語殺人絵巻（2010年11月12日） - 山田孝 役
  - 西村京太郎サスペンス 十津川捜査班9・故郷（2014年7月25日） - 荒木豊 役
- クローンベイビー（2010年11月、TBS） - 樋口徹 役
- 新・警視庁捜査一課9係 season3 第2話（2011年7月13日、テレビ朝日） - 斉藤一郎 役
- 毒姫とわたし（2011年9月5日 - 10月28日、東海テレビ・フジテレビ） - 那珂川哲也 役
- らんま1/2（2011年12月9日、日本テレビ） - 鎌鼬 役
- 白戸修の事件簿 第5話・第6話（2012年2月25日・3月2日、TBS） - 水沢哲郎 役
- デカ 黒川鈴木 第10話（2012年3月8日、読売テレビ・日本テレビ） - 井上真一郎 役
- 連続テレビ小説 梅ちゃん先生（2012年6月 - 、NHK総合） - 津田（第一内科医師） 役
- 償い（2012年11月17日 - 12月1日、NHK BSプレミアム） - 川路竜郎 役
- スーパー戦隊シリーズ（テレビ朝日）
  - 獣電戦隊キョウリュウジャー 第15話（2013年5月26日） - 中里博史 役
  - 騎士竜戦隊リュウソウジャー 第1話・第9話（2019年3月17日・5月12日） - マスターブルー 役[6][7]
- 刑事のまなざし 第9話（2013年12月2日、TBS） - 榊龍彦 役
- 山梨放送開局60周年記念ドラマ「カミナリ☆ワイナリー」（2014年８月2日、山梨放送）
- Nのために 第2話（2014年10月24日、TBS）
- 科捜研の女（テレビ朝日）
  - SEASON15 第6話（2015年11月26日） - 稲垣昌彦 役
  - SEASON19 第1話（2019年4月18日） - 久口慎二 役
- 警視庁・捜査一課長（テレビ朝日）
  - SEASON1 第8話（2016年6月2日） - 河村智樹 役
  - SEASON5 第7話（2021年5月27日） - 大友直登 役
- 相棒（テレビ朝日） 
  - season15 第3話（2016年10月26日） - 田島高司 役
  - Season18 第10話（2019年12月18日） - 篠原零士 役
- ヒガンバナ～警視庁捜査七課～ 第4話（2016年2月3日、日本テレビ） - 金沢卓郎 役
- 男と女のミステリー時代劇 第2話（2016年4月12日、BSジャパン） - 栄之助 役
- 火の粉 第6話（2016年5月8日、フジテレビ） - 稲葉尚史 役
- 砂の塔〜知りすぎた隣人 第1話（2016年10月14日、TBS）
- 嫌われる勇気 第6話（2017年2月16日、フジテレビ） - 繁田諒 役
- ソースさんの恋（2017年6月1日 - 7月20日、NHK BSプレミアム） - 土方健 役
- 日曜ワイド 西村京太郎サスペンス 鉄道捜査官17（2017年6月11日、テレビ朝日） - 小堀功 役
- 遺留捜査 第4シリーズ 第8話（2017年9月7日、テレビ朝日） - 三好圭一 役
- アンナチュラル 第4話（2018年2月2日、TBS） - ハチミツケーキの社長 役
- 海月姫 第9話（2018年3月12日、フジテレビ）
- ブラックペアン（2018年4月22日 - 6月24日、TBS） - 福本真人 役
  - ブラックペアン シーズン2（2024年7月7日 - 9月15日）
- 警視庁ゼロ係〜生活安全課なんでも相談室〜 THIRD SEASON 第1話・第2話（2018年7月20日・27日、テレビ東京） - 篠崎和也 役
- 刑事7人 Season4 第9話（2018年9月5日、テレビ朝日） - 和田健一 役
- 家売るオンナの逆襲 第9話（2019年3月6日、日本テレビ） - 新垣浩介 役[注釈 1]
- ピュア! 〜一日アイドル署長の事件簿〜 第3話（2019年8月15日、NHK総合） - 藤井浩樹 役
- 左ききのエレン（2019年10月21日 - 12月23日、MBS・TBS）
- 第43回 創作ドラマシナリオ大賞「ゴールド!」（2020年3月27日、NHK総合） - 弁護士 役
- 特捜9 season3 第4話（2020年4月29日、テレビ朝日） - ミステリオ遠野 役
- 未満警察 ミッドナイトランナー 第5話（2020年7月25日、日本テレビ） - 根本刑事 役
- 最愛 第1話・第2話（2021年10月15日・22日、TBS） - 陸上部コーチ矢野 役
- クロステイル 〜探偵教室〜 第3話（2022年4月23日、東海テレビ・フジテレビ） - 一木孝明 役
- ドゲンジャーズ ハイスクール 第6話・最終話（2022年5月15日・6月26日、KBC九州朝日放送・TOKYO MXなど） - 警察官 役
- 世にも奇妙な物語 夏の特別編「何だかんだ銀座」（2022年6月18日、フジテレビ） - 石井 役
- ドラマスペシャル「監察の一条さん」（2022年6月29日、テレビ朝日） - 富山光則 役
- TOKYO RAILWAY -東京こじらせ女-（2022年9月28日、フジテレビ）
- ブラック/クロウズ〜roppongi underground〜2（2022年12月14日・21日、フジテレビ） - 水野聖 役[9]
- お願い!ランキング「そだてれび」ドラマ「キューピッドがいるホテル」（2023年5月29日、テレビ朝日）
- スーパーのカゴの中身が気になる私（2023年7月23日 - 9月30日、中京テレビ） - 蟹江直樹 役[10]
- 下剋上球児 第3話・第4話（2023年10月29日・11月5日、TBS） - 畑山 役
- 牙狼＜GARO＞ハガネを継ぐ者 第1話（2024年1月11日、TOKYO MX・BS日テレ） - 村重勉 役
- ジャンヌの裁き 第3話（2024年1月26日、テレビ東京） - 江口紀夫 役
- 恋は湯けむりの中で（2024年1月26日 - 3月22日、テレビ神奈川） - 古田真司 役
- アイドル失格（2024年1月13日 - 3月30日、BS松竹東急）[11]
- 院内警察（2024年3月15日、フジテレビ） - 吾妻亮平 役
- 初恋ハラスメント〜私の恋がこんなに地獄なワケがない〜（2024年3月30日、中京テレビ）- 上杉 役
- 大河ドラマ 光る君へ 第13回（2024年3月31日、NHK） - 人買い 役
- 今野敏サスペンス 炎上 警視庁強行犯係 樋口顕（2024年4月1日、テレビ東京）- 小沢匡彦 役
- 買われた男 第1話（2024年4月18日、テレビ大阪） - 田村響一 役[12]
- まどか26歳、研修医やってます！ 第7話・第8話（2025年2月25日・3月4日、TBS）- 内田廉平 役[13]
- 今夜は...純烈 第1話（2025年3月5日、テレビ東京）
- ジョフウ 〜女性に××××って必要ですか?〜（2025年4月2日 - 6月4日、テレビ東京） - コスモ 役[14]
- イグナイト -法の無法者- 第8話（2025年6月6日、TBS） - 被告代理人弁護士 役[15]

### 配信ドラマ
- ハング（2014年10月、BeeTV） - 曽根明弘 役
- 特命係長 只野仁（2017年1月 - 2月、AbemaTV） - 矢村京介 役[16]
  - 只野仁スピンオフ「夢見るサウナ」（2017年11月 - 12月）
- Twitterドラマ第5弾「嘘まで愛して」 supported by Dr.stretch（2018年7月、Twitter）
- スリップ（2018年12月1日、YouTube）[5]
- ブスの瞳に恋してる2019 第1話 - 第6話（2019年9月17日 - 10月22日、FOD） - BARのマスター栄 役
- 僕だけが17歳の世界で 第1話 - 第3話（2020年2月20日 - 3月5日、AbemaTV） - 廣瀬 役
- 東京、愛だの、恋だの 第3話（2021年9月18日、Paravi）
- 騎士竜戦隊リュウソウジャー THE LEGACY OF The Master's Soul（2021年10月17日、東映特撮ファンクラブ） - 主演・マスターブルー 役 ※黄川田雅哉・沢井美優とトリプル主演[17]
- 30までにとうるさくて 第3話 - 最終話 （2022年1月27日 - 3月3日、ABEMA） - 高村篤人 役
- 大人の恋愛地図 Supported by 東京カレンダー（2021年11月25日、ABEMA）
- ABEMA6周年記念 あざとくて何が悪いの？「あざとい女のマイルール」（2022年5月29日、ABEMA） - 戸坂聡 役
- 東京カレンダー webドラマ「港区女子」（2022年7月1日、東京カレンダーアプリ）
- トラックガール 第5話（2023年8月2日、FOD） - 溝辺 役
- 忍びの家 第3話（2024年2月14日、Netflix）
- 推しの子 第8話（2024年12月5日、Amazon Prime Video）- 上原清十郎 役（写真出演）
- ヘイトバブル -女だらけの悪徳企業で成り上がり！？- (2025年1月21日、FANY:D）
- 潜入バトル！令嬢はスーパー派遣（2025年５月、Short Max）東山 役

### 映画
- 劇場版 仮面ライダー響鬼と7人の戦鬼（2005年） - イブキ 役[18]
- キャラウェイ 最終話（2007年） - マコト 役
- 姦C THE映画（2007年）
- クロサワ映画（2010年） - 渋江譲二 ※本人役
- ガチバンMAX2（2010年） - ホスト 役 ※友情出演
- 君へのメロディー（2010年） - 桐谷剛 役
- ハナばあちゃん!!〜わたしのヤマのカミサマ〜（2011年） - 所一志 役
- ふるさとがえり（2011年） - 主演・相田勘治 役
- 六月燈の三姉妹（2013年）
- シュールな男（2015年） - 企画、脚本、主演作品
- タロット探偵ボブ西田（2016年） - マミヤ 役
- 少女椿（2016年） - 宮田一郎 役 ※友情出演
- 瞬間の流レ星（2018年） - 深瀬秀一 役
- 栞（2018年）
- 新卒ポモドーロ（2020年） - 主演・北村創次 役 ※大野いととダブル主演
- 真・事故物件  本当に怖い住民たち（2022年） - 片桐 役
- HE-LOW THE FINAL（2022年）
- 人でなしの恋（2022年） - 野村健太郎 役
- きみの正義 ぼくの正義（2022年）
- 静かなるドン 後編（2023年）
- 無情の世界 あなたと私の2人だけの世界（2023年） - 越中英二 役
- チャロの囀り（2024年） - 廣瀬 役
- YOKOHAMA - 死仮面 -（2024年）- 益田 役
- つゆのあとさき（2024年） - 清岡 役[19]
- おいハンサム!!（2024年）

### バラエティ番組
- オールスター感謝祭（2004年4月3日、TBS）
- 踊る踊る踊る!さんま御殿‼︎スペシャル（2006年1月10日、日本テレビ）
- 世界ウルルン滞在期 - ブラジル・パンタナール - （2006年7月2日、TBS）
- 天才てれびくんMAX（2007年5月、NHK教育）
- 踊る!さんま御殿!!（2007年9月11日、日本テレビ）
- VS嵐（2010年9月9日、フジテレビ）
- ライオンのごきげんよう（2010年10月5日、フジテレビ）
- らんま1/2直前予習スペシャル（2011年12月4日、日本テレビ）
- 美男子会（2012年7月3日、NOTTV）
- 日経おとなのOFF「タヒチのOFF」（2016年2月14・21日、BSテレビ東京）
- 天才てれびくんYOU 劇中ドラマ「逃げるは弱虫！役立たず！」（2018年、NHK Eテレ） - 月江譲二 役
- リア10〜最新トレンド乱キング〜（2018年2月18日、TBS）
- 痛快TV スカッとジャパン（2018年10月29日・2019年2月4日・10月28日・2020年2月3日、フジテレビ）
- じっくり聞いタロウ〜スター近況（秘）報告〜（2019年4月18日、テレビ東京）
- かぐや姫と7人の王子たち（2019年6月1日 - 8月17日、AbemaTV） - 司会・執事 役
- DTテレビ（2019年11月1日、AbemaTV）
- ダラケ! 〜お金を払ってでも見たいクイズ〜（2020年1月13・20日、BSスカパー！）
- 不覚にもキュンときた（2022年9月3日・10日、中京テレビ） - ユウト 役
- あざとくて何が悪いの?（2024年2月22日、テレビ朝日）

### 舞台
- TEAM 発砲・B・ZIN「マジヨ!」（2006年10月、スペースゼロ） - 椿 役
- 風が強く吹いている（2009年1月8日 - 18日、ル・テアトル銀座） - 杉山高志（神童） 役 ※佐藤智仁が降板したため、代役で出演[20]。
- 俺たちは天使だ! NO ANGEL NO LUCK〜地球滅亡30分前!（2009年8月26日 - 9月6日、サンシャイン劇場） - 主演・CAP（キャップ）乾京介 役
- コーサ・ノストラの掟（2012年11月1日 - 4日、CBGKシブゲキ!!） - 主演・ジュニア 役
- 夏だ！海だ！PU-PU-JUICEだ！祝8周年夏の笑劇5部作 第5弾「田所千夏の大逆襲」（2013年9月20日 - 30日、SPACE107）
- 歳末明治座 る・フェア 年末だよ！みんな集合！！（2013年12月21日 - 24日、明治座） - 北条義時 役
- 3D役者の冬（2014年2月25日 - 3月2日、神保町花月）
- 劇団た。組 第15回公演 三越版「壁蝨」（2017年8月30日、三越劇場）
- 劇団た。組 第15回公演「壁蝨」（2017年9月29日 - 10月1日、シアタートラム）
- 艶∞ポリス 第10回公演「PARTY PEOPLE」（2019年1月13日 - 2月11日、下北沢駅前劇場）
- 艶∞ポリス 第11回公演「飛んでる最高」（2022年4月13日- 24日、下北沢駅前劇場）
- Tom's collection Vol.2「業界〜恥ずかしながら、ボクらがこの世をダメにしてます〜」（2025年2月28日 - 3月2日、下北沢駅前劇場）[21]

### CM／広告
- NTTドコモ中国（2003年9月 - 12月）
- NTTコミュニケーションズ「OCN MUSIC STORE」（2004年11月17日 - 2005年1月24日）
- サントリー「FINAL FANTASY XII ポーション」（2006年3月3日 - 6月2日）
- 道銀「キャッシュ・クレジットカード“スマートに行こう!」（2007年2月17日 - 8月）
- 花王「サクセス」（2011年3月10日 - 9月）
- 早稲田アカデミー「バレーボール編」（2011年 - ）
- PRONI株式会社 ブランドムービー「プロってなんだろう」（2023年9月 - ）
- マイナビ「sakidori」（2023年10月 - ）

### DVD／VIDEO
- オリジナルビデオ版「美少女戦士セーラームーン Special Act」（2004年11月26日発売）
- オリジナルビデオ版「美少女戦士セーラームーン Act ZERO セーラーV誕生」（2005年3月25日発売）
- 下町任侠伝 鷹 3（2021年9月25日発売）
- 下町任侠伝 鷹 4（2021年11月25日発売）

### ゲーム
- 仮面ライダー バトライド・ウォー創生（2016年、PS4・PS3・PS Vita） - 仮面ライダー威吹鬼 役[22]
- オール仮面ライダー ライダーレボリューション（2016年、3DS） - 仮面ライダー威吹鬼 役

### ラジオ
- 岸本鮎佳&渋江譲二「艶っぽい夜」（2020年 - 2021年、InterFM897）
- 俳優・渋江譲二の情事（2021年 - 音声配信アプリ stand.fm）
- 渡部秀 Shoot The Moon（2024年1月26日 - 、音声配信サービスAuDee）

### MV・配信など
- auインフォマーシャル（2003年1月9日 - 1クール）
- 愛内里菜「FULL JUMP」（2003年5月14日発売、GIZA studio） - ミュージックビデオ
- 千織「Best Friends?」（2006年5月24日発売、SME Records） - ミュージックビデオ
- ピンスポ!（2009年9月、東映チャンネル）
- 白熱実況ドラマ「アレルギー性疾患に負けるな!」第1話 逆転のプレゼン（2011年、サノフィアベンティス） - 秋田俊介 役
- BRIAN SHINSEKAI「ルーシー・キャント・ダンス」（2017年11月22日配信開始、ビクターエンターテインメント内レーベル・AndRec） - ミュージックビデオ
- mama.「ヒステリア」（2019年4月24日発売、Bloom） - プロモーションビデオ・クリップ
- イヤードラマ「裸女二人、サウナにあり」（2022年3月 - 、音声版サブスク「 NUMA」）
- カジサックの部屋 ・カジサックの小部屋「本気の芝居に挑戦〜妻が笑ったら即終了〜」（2022年6月 - Youtubeチャンネル)
- イヤードラマ「1919救急センター」（2022年8月15日 - 、音声版サブスク「NUMA」） - 若月 役
- ニコニコチャンネル＋「飯窪春菜のマンガ１日１冊」（2023年8月27日配信）
- eriakiyama - YouTubeチャンネル - 秋山依里のyoutubeちゃんねるコンテンツ内「秋山依里と渋江譲二の都合のいい関係」ほか（2018/11～）

## 執筆

### コラム
- 雑誌「CAST -PRIX」執筆連載
- 映画サイト「cinefil」『渋江譲二の 嗚呼！銀幕の女神様♡』不定期連載
- 渋江譲二のセカンドインパクト（2021年4月15日[23]‐11月18日[24]、FANZAニュース）
- 雑誌『週刊プレイボーイ』不定期執筆